# HMS Naiad (93)
HMS Naiad (93) là một tàu tuần dương hạng nhẹ thuộc lớp Dido của Hải quân Hoàng gia Anh Quốc; được đưa ra hoạt động trong giai đoạn Chiến tranh Thế giới thứ hai và đã bị tàu ngầm Đức U-565 đánh chìm tại Địa Trung Hải vào năm 1942.

## Thiết kế và chế tạo
Naiad được chế tạo bởi hãng Hawthorn Leslie and Company tại Hebburn-on-Tyne, Anh Quốc, được đặt lườn vào ngày 26 tháng 8 năm 1937. Nó được hạ thủy vào ngày 3 tháng 2 năm 1939, và được đưa ra hoạt động vào ngày 24 tháng 7 năm 1940.

## Lịch sử hoạt động

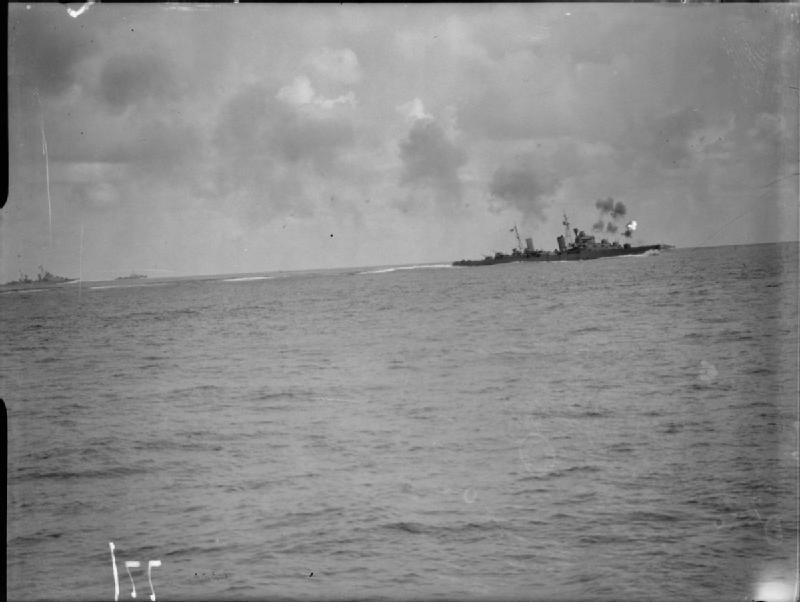
HMS Naiad đang bắn máy bay đối phương bằng những tháp pháo phía trước trong các hoạt động tại Địa Trung Hải, tháng 3 năm 1942

Thoạt tiên, Naiad gia nhập Hạm đội Nhà và được sử dụng trong nhiệm vụ bảo vệ các tuyến đường biển thương mại. Trong thành phần của Hải đội Tuần dương 15, nó tham gia các hoạt động chống lại các tàu cướp tàu buôn của Đức sau vụ đánh chìm chiếc HMS Jervis Bay vào tháng 11 năm 1940. Trong tháng 12 năm 1940 và tháng 1 năm 1941, Naiad hộ tống các đoàn tàu vận tải đi đến Freetown, Nam Phi; nhưng vào cuối tháng 1 năm 1941 đã quay trở lại vùnh biển phía Bắc nơi nó thoáng trông thấy các thiết giáp hạm Đức Scharnhorst và Gneisenau về phía Nam Iceland khi chúng trên đường vượt ra Đại Tây Dương thực hiện Chiến dịch Berlin.
Đến tháng 5 năm 1941, Naiad được điều đến Lực lượng H tham gia các đoàn tàu vận tải Malta trong vai trò soái hạm của Hải đội Tuần dương 15. Nó tham gia các hoạt động tại Crete, rồi trong các hoạt động chống lại lực lượng của phe Vichy Pháp tại Syria, nơi mà nó cùng với tàu tuần dương HMNZS Leander của Hải quân Hoàng gia New Zealand đối đầu với tàu khu trục Pháp Guépard. Hầu hết thời gian còn lại của quãng đời phục vụ tại Địa Trung Hải là cho các nỗ lực không ngừng nghỉ để nhằm tăng viện cho Malta. Tuy nhiên, vào tháng 3 năm 1942, nó khởi hành từ Alexandria để tấn công một tàu tuần dương Ý được báo cáo là bị hư hại. Báo cáo này bị nhầm lẫn, và trên đường quay trở về, vào ngày 11 tháng 3 năm 1942, HMS Naiad bị tàu ngầm Đức U-565 đánh chìm ở về phía Nam đảo Crete, ở tọa độ 32°1′B 26°20′Đ / 32,017°B 26,333°Đ, khiến 77 thành viên thủy thủ đoàn thiệt mạng.